# Claude Bowes-Lyon, 14.º Conde de Strathmore e Kinghorne
Claude George Bowes-Lyon, 14.º Conde de Strathmore e Kinghorne, KG, KT, GCVO (14 de março de 1855 – 7 de novembro de 1944) foi um nobre britânico, conhecido por ser avô materno da rainha Isabel II do Reino Unido.
Em 1937, Claude Bowes-Lyon ficou conhecido como o "14.º e 1.º Conde de Strathmore e Kinghorne", porque ele era o 14.º Conde no Pariato da Escócia e o 1.º Conde no Pariato do Reino Unido.

## Biografia

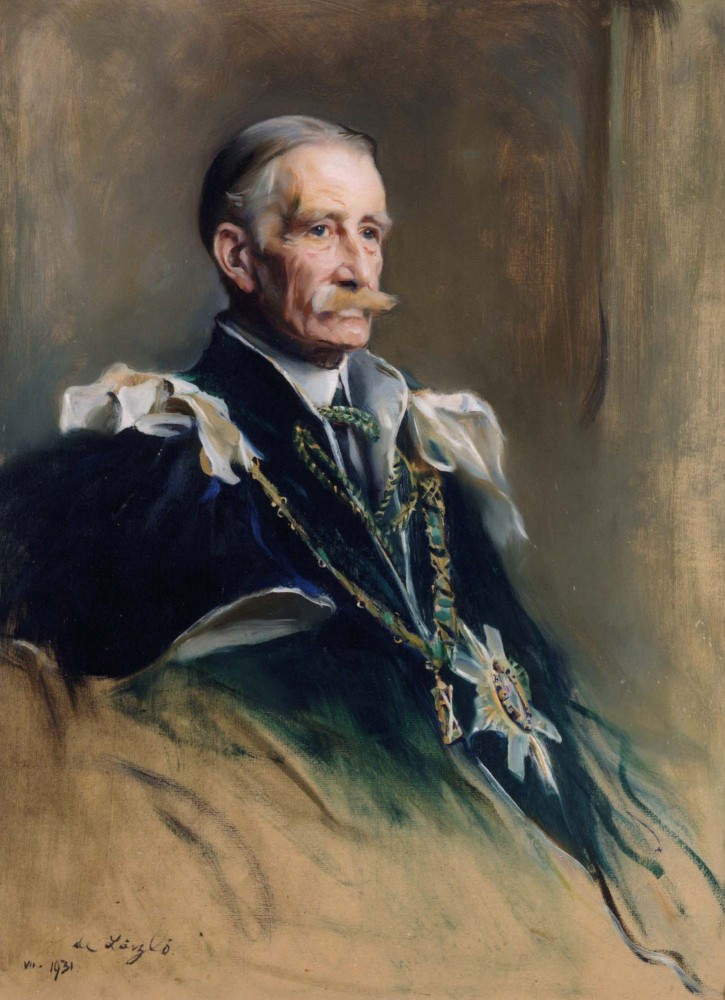
Claude Bowes-Lyon

Nascido em Londres, era o filho mais velho de Claude Bowes-Lyon, 13.º Conde de Strathmore e Kinghorne e de sua esposa, Frances Dora Smith. Depois de ser educado em Eton College, ele recebeu uma comissão no regimento de cavalaria Life Guards, do exército britânico. Claude serviu por seis anos até seu casamento, com Cecilia Cavendish-Bentinck, no dia 16 de julho de 1881, em Petersham, Surrey. O casal teve dez filhos que educaram com muito carinho.  O conde separava o seu bigode de forma teatral antes de os beijar.
Em 16 de fevereiro de 1904, quando sucedeu seu pai ao condado, Claude Bowes-Lyon herdou grandes propriedades na Escócia e na Inglaterra; entre elas, o Castelo de Glamis, St Paul's Walden Bury e Woolmers Park, perto de Hertford. Ele foi feito Lorde tenente de Angus, um ofício ao qual ele renunciou quando sua filha tornou-se rainha. Apesar de o conde não ser particularmente simpatizante da realeza, em 1923 sua filha mais jovem, Isabel Bowes-Lyon, casou-se com o segundo filho do rei Jorge V do Reino Unido, o príncipe Alberto, Duque de Iorque. Para marcar o casamento, lord Strathmore foi feito cavalheiro da Ordem Real Vitoriana. Cinco anos mais tarde, foi feito cavalheiro da Ordem do Cardo-selvagem. 
Em 1936, o irmão de seu genro, o rei Eduardo VIII, abdicou, e consequentemente seu genro tornou-se o novo rei. Por ser pai da rainha consorte, Claude recebeu a Ordem da Jarreteira e foi feito Conde de Strathmore e Kinghorne no Pariato do Reino Unido nas honras da coroação em 1937. Tal permitiu-lhe ter um lugar na Câmara dos Lordes como conde (os membros do Pariato da Escócia não tinham lugar garantido na Câmara).
Claude Bowes-Lyon tinha interesse em silvicultura e foi um dos primeiros a cultivar Larix da semente na Grã-Bretanha. Tinha a reputação de ser gentil com as pessoas qual alugavam casas dentro de suas grandes propriedades. Os seus contemporâneos descreviam-no como um homem humilde. Ele cultivava as suas próprias terras e gostava da atividade física que isso lhe proporcionava. Os visitantes das suas propriedades confundiam-no constantemente com um trabalhador comum.
O conde foi um ativo membro do exército territorial e serviu como coronel honorário do 4.º/5.º Batalhão de Black Watch. Seu irmão mais jovem, Patrick Bowes-Lyon, ganhou o Torneio de Wimbledon de 1887 duas vezes. Lord Strathmore morreu aos oitenta e nove anos, completamente surdo, no Castelo de Glamis, em Angus, de bronquite. Lady Strathmore já tinha falecido em 1938. Foi sucedido por seu filho, Patrick Bowes-Lyon, Lord Glamis.

## Descendência
De seu casamento com Cecília Cavendish-Bentinck teve os seguintes filhos:
1. Violet Hyacinth Bowes-Lyon (1882-1893), morreu aos 11 anos.
2. Mary Frances Bowes-Lyon (1883-1961), casou-se com Sidney Elphinstone, 16.º Lorde Elphinstone em 1910, com descendência;
3. Patrick Bowes-Lyon, Lord Glamis (1884-1949), 15.º Conde de Strathmore e Kinghorne
4. John Bowes-Lyon (1886-1930), casou-se com Fenella Hepburn-Stuart-Forbes-Trefusis em 1914, com descendência;
5. Alexander Francis Bowes-Lyon (1887-1911), não se casou e nem teve filhos, morreu aos 24 anos.
6. Fergus Bowes-Lyon (1889-1915), casou-se com Lady Christian Dawson-Damer, com descendência;
7. Rose Constance Bowes-Lyon (1890-1967), casou-se com William Leveson-Gower, 4.º Conde Granville em 1916, com descendência;
8. Michael Claude Hamilton Bowes-Lyon (1893-1953), casou-se com Elizabeth Cator em 1928, com descendência;
9. Isabel Ângela Margarida Bowes-Lyon (1900-2002), casou-se com o rei Jorge VI do Reino Unido em 1923, com descendência;
10. David Bowes-Lyon (1902-1961), casou-se com Rachel Clay em 1929, com descendência.